# Freeride World Tour
 (novembre 2022).
Le Freeride World Tour est la compétition mondiale de freeride qui se déroule en plusieurs étapes.  
La première édition s'est déroulée en 2008 et a vu passer de nombreuses légendes du sport, comme Candide Thovex, Xavier de Le Rue, Jérémie Heitz ou Aurélien Ducroz. Des skieurs réputés sont aussi  régulièrement invités par des wild card, c'est ainsi que Tanner Hall a participé à l'édition 2019. 
Il y a quatre catégories dans cette compétition : skieuses femmes, snowboardeuses femmes, skieurs hommes et snowboardeurs hommes. 
La compétition se déroule en cinq étapes dont l'ordre évolue en fonction des saisons. Généralement, le calendrier est le suivant: Hakuba au Japon lance la saison au mois de janvier. suivi de Kicking Horse au Canada, puis Arcalis en Andorre et Fieberbrunn en Autriche. Depuis 2008,  ces quatre premières étapes servent à départager les meilleurs qui pourront s'élancer du mythique Bec des Rosses lors de l'Xtreme de Verbier qui est désormais l'étape finale du Freeride World Tour. 
Les différents concurrents partent d'un ou de plusieurs départs et l'ordre de passage est tiré au sort quelques  jours avant la compétition.  
Les différents critères pour départager les riders sont : le choix de la ligne, la fluidité, les sauts, le contrôle, le style et la technique.   

## Circuits

### Le Freeride World Tour Pro (FWT Pro)
Le FWT est le circuit mondial de snowboard et de ski freeride avec les meilleurs riders du monde. Les compétitions se déroulent sur les faces alpines les plus légendaires et les plus difficiles des stations de ski les plus renommées du monde.

### Le Freeride World Tour Challenger (FWT Challenger)
Le FWT Challenger créé en 2022, est la dernière étape vers la qualification pour le circuit FWT Pro. Les meilleurs coureurs du FWT Qualifier affrontent à la fin de la saison les moins bien classés du FWT Pro pour gagner leur place dans le circuit majeur de l'année suivante. 

### Le Freeride World Tour Qualifier (FWT Qualifier)
Le circuit mondial de qualification est conçu pour développer le talent et les compétences des athlètes en devenir. Les coureurs cumulent des points via 60 événements organisés dans le monde (dont une quarantaine en Europe). Le système de score est basé sur le classement par étoiles des épreuves de qualification (1-4 étoiles) et la région de l'épreuve: région 1 (Europe, Asie et Océanie) et région 2 (États-Unis, Canada, Chili et Argentine). Avant 2022, les meilleurs classés de chacune des 2 régions accédaient directement au FWT Pro. Depuis 2022, ils sont seulement qualifiés pour le FWT Challenger disputé en fin de saison, où ils affrontent les moins bien classés du FWT Pro.

### Le Freeride Junior Tour (FJT) et les Championnats du Monde Freeride Junior (FJWC)
Ce circuit est destiné aux jeunes athlètes jusqu'à 18 ans pour développer les talents de demain et encourager la participation des jeunes au sport. L'accent est également mis sur la prévention des blessures, la sécurité et la compréhension de l'environnement montagnard.

### Le club FWT
La FWT coopère avec les écoles de ski pour apporter son expertise et partager le sport du freeride avec des riders de tous âges. Structurées par l'organisation FWT, ces écoles proposent des programmes d'une journée à une semaine.

## Résultats
| Année | Ski Hommes              | Snowboard Hommes         | Ski Femmes                  | Snowboard Femmes      |
| ----- | ----------------------- | ------------------------ | --------------------------- | --------------------- |
| 2008  | Henrik Windstedt (1)    | Xavier de Le Rue (1)     | Elyse Saugstad (1)          | Ruth Leisibach (1)    |
| 2009  | Aurélien Ducroz (1)     | Xavier de Le Rue (2)     | Ane Enderud (1)             | Susan Mol (1)         |
| 2010  | Candide Thovex (1)      | Xavier de Le Rue (3)     | Ane Enderud (2)             | Aline Bock (1)        |
| 2011  | Aurélien Ducroz (2)     | Mitch Tölderer (1)       | Janette Hargin (1)          | Anne-Flore Marxer (1) |
| 2012  | Reine Barkered (1)      | Jonathan Charlet (1)     | Angel Collinson (1)         | Maria DeBari (1)      |
| 2013  | Drew Tabke (1)          | Ralph Backstrom (1)      | Nadine Wallner (1)          | Élodie Mouthon (1)    |
| 2014  | Loïc Collomb-Patton (1) | Emilien Badoux (1)       | Nadine Wallner (2)          | Shannan Yates (1)     |
| 2015  | George Rodney (1)       | Jonathan Charlet (2)     | Eva Walkner (1)             | Estelle Balet (1)     |
| 2016  | Loïc Collomb-Patton (2) | Sammy Luebke (1)         | Eva Walkner (2)             | Estelle Balet (2)     |
| 2017  | Léo Slemett (1)         | Sammy Luebke (2)         | Lorraine Huber (1)          | Marion Haerty (1)     |
| 2018  | Kristofer Turdell (1)   | Sammy Luebke (3)         | Arianna Tricomi (1)         | Manuela Mandl (1)     |
| 2019  | Markus Eder (1)         | Victor de Le Rue (1)     | Arianna Tricomi (2)         | Marion Haerty (2)     |
| 2020  | Isaac Freeland (1)      | Nils Mindnich (1)        | Arianna Tricomi (3)         | Marion Haerty (3)     |
| 2021  | Kristofer Turdell (2)   | Victor de Le Rue (2)     | Elisabeth Gerritzen (1)     | Marion Haerty (4)     |
| 2022  | Maxime Chabloz (1)      | Blake Moller (1)         | Jessica Hotter (1)          | Tiphanie Perrotin (1) |
| 2023  | Valentin Rainer (1)     | Ludovic Guillot-Diat (1) | Justine Dufour-Lapointe (1) | Katie Anderson (1)    |
| 2024  | Max Hitzig (1)          | Victor de Le Rue (3)     | Etvig Wessel (1)            | Erin Sauve (1)        |
| 2025  | Marcus Goguen (1)       | Victor de Le Rue (4)     | Justine Dufour-Lapointe (2) | Noémie Equy (1)       |

## Étapes principales (2008-)
| Étape FWT                               | 08 | 09 | 10 | 11  | 12  | 13  | 14  | 15 | 16 | 17 | 18  | 19 | 20  | 21   | 22 | 23  | 24 |
| --------------------------------------- | -- | -- | -- | --- | --- | --- | --- | -- | -- | -- | --- | -- | --- | ---- | -- | --- | -- |
| Baqueira Beret                          |    |    |    |     |     |     |     |    |    |    |     |    |     |      | •  | •   | A  |
| Chamonix                                |    |    | •  | •   | •   | •   | •   | •  | •  | •  |     |    |     |      |    |     |    |
| Courmayeur                              |    |    |    |     | • 1 | • 1 | • 1 |    |    |    |     |    |     |      |    |     |    |
| Crested Butte                           |    | •  |    |     |     |     |     |    |    |    |     |    |     |      |    |     |    |
| Big Mountain Fieberbrunn                |    | •  |    | • 1 | • 1 | •   | •   | •  | •  | •  | •   | •  | •   | •    | •  | •   | •  |
| Haines, AK                              |    |    |    |     |     |     |     | •  | •  | •  |     |    |     |      |    |     |    |
| Hakuba                                  |    |    |    |     |     |     |     |    |    |    | A 2 | •  | •   | A 4  |    |     |    |
| Kicking Horse — Golden, BC              |    |    |    |     |     |     |     |    |    |    | •   | •  | •   | A 4  | •  | •   | •  |
| North Face Masters Kirkwood (en)        |    |    |    | • 3 |     | •   | •   |    |    |    |     |    |     |      |    |     |    |
| Mammoth Challenge                       | •  |    |    |     |     |     |     |    |    |    |     |    |     |      |    |     |    |
| Revelstoke                              |    |    |    |     | •   | •   | •   |    |    |    |     |    |     |      |    |     |    |
| Røldal Freeride Challenge               |    |    |    |     | •   |     |     |    |    |    |     |    |     |      |    |     |    |
| North Face Masters Snowbird             |    | •  |    |     |     |     |     |    |    |    |     |    |     |      |    |     |    |
| Russian Adventure Sotchi                | •  | •  | •  | • 1 |     |     |     |    |    |    |     |    |     |      |    |     |    |
| Tramface Squaw Valley (en)              |    | •  | •  |     |     |     |     |    |    |    |     |    |     |      |    |     |    |
| Nissan Freeride St. Moritz              |    |    |    | • 1 |     |     |     |    |    |    |     |    |     |      |    |     |    |
| Tetnuldi Georgia Pro                    |    |    |    |     |     |     |     |    |    |    |     |    |     |      |    |     | •  |
| Nissan Freeride Tignes                  | •  | •  |    |     |     |     |     |    |    |    |     |    |     |      |    |     |    |
| Swatch Freeride Vallnord-Ordino Arcalís |    |    |    |     |     |     |     | •  | •  | •  | •   | •  | •   | •• 5 | •  | •   | •  |
| Finale mondiale                         |    |    |    |     |     |     |     |    |    |    |     |    |     |      |    |     |    |
| Xtreme de Verbier                       | •  | •  | •  | •   | •   | •   | •   | •  | •  | •  | •   | •  | A 4 | •    | •  | A 6 | •  |

Légende

A : Étape annulée.
1 : Hommes seulement.
2 : [2018] - Remplacée par Kicking Horse le 07/02.
3 : Ski (H & F) seulement.
4 : Pandémie de Covid-19.

5 : Le calendrier 2021 étant fortement perturbé, les organisateurs ont décidé d'ajouter, fin février, une seconde manche à Ordino Arcalís.

6 : [2023] - Pas d'étape finale en raison des conditions météorologiques (fortes rafales de vent et neige).